# Байгулово (Козловський район)
Байгу́лово (рос. Байгулово, чув. Куснар) — село у складі Козловського району Чувашії, Росія. Адміністративний центр Байгуловського сільського поселення.
Населення — 778 осіб (2010; 997 у 2002).
Національний склад:
- чуваші — 98 %